# 小行星列表/128701-128800
| 名稱                      | 臨時編號   | 發現日期      | 發現地點 | 發現者                 |
| ------------------------- | ---------- | ------------- | -------- | ---------------------- |
| 小行星128701              | 2004 RN100 | 2004年9月8日  | 索科罗   | 林肯近地小行星研究小组 |
| 小行星128702              | 2004 RN101 | 2004年9月8日  | 索科罗   | 林肯近地小行星研究小组 |
| 小行星128703              | 2004 RB103 | 2004年9月8日  | 索科罗   | 林肯近地小行星研究小组 |
| 小行星128704              | 2004 RA104 | 2004年9月8日  | 帕洛马山 | 近地小行星追踪         |
| 小行星128705              | 2004 RE104 | 2004年9月8日  | 帕洛马山 | 近地小行星追踪         |
| 小行星128706              | 2004 RK104 | 2004年9月8日  | 帕洛马山 | 近地小行星追踪         |
| 小行星128707              | 2004 RQ104 | 2004年9月8日  | 帕洛马山 | 近地小行星追踪         |
| 小行星128708              | 2004 RT104 | 2004年9月8日  | 帕洛马山 | 近地小行星追踪         |
| 小行星128709              | 2004 RU105 | 2004年9月8日  | 帕洛马山 | 近地小行星追踪         |
| 小行星128710              | 2004 RF106 | 2004年9月8日  | 帕洛马山 | 近地小行星追踪         |
| 小行星128711              | 2004 RM107 | 2004年9月9日  | 索科罗   | 林肯近地小行星研究小组 |
| 小行星128712              | 2004 RV107 | 2004年9月9日  | 索科罗   | 林肯近地小行星研究小组 |
| 小行星128713              | 2004 RJ112 | 2004年9月6日  | 索科罗   | 林肯近地小行星研究小组 |
| 小行星128714              | 2004 RU112 | 2004年9月6日  | 索科罗   | 林肯近地小行星研究小组 |
| 小行星128715              | 2004 RA115 | 2004年9月7日  | 索科罗   | 林肯近地小行星研究小组 |
| 小行星128716              | 2004 RP118 | 2004年9月7日  | 基特峰   | 太空监视               |
| 小行星128717              | 2004 RT121 | 2004年9月7日  | 基特峰   | 太空监视               |
| 小行星128718              | 2004 RD124 | 2004年9月7日  | 索科罗   | 林肯近地小行星研究小组 |
| 小行星128719              | 2004 RJ124 | 2004年9月7日  | 索科罗   | 林肯近地小行星研究小组 |
| 小行星128720              | 2004 RY124 | 2004年9月7日  | 基特峰   | 太空监视               |
| 小行星128721              | 2004 RU136 | 2004年9月8日  | 克莱季   | 克莱季                 |
| 小行星128722              | 2004 RT137 | 2004年9月8日  | 索科罗   | 林肯近地小行星研究小组 |
| 小行星128723              | 2004 RG140 | 2004年9月8日  | 索科罗   | 林肯近地小行星研究小组 |
| 小行星128724              | 2004 RK140 | 2004年9月8日  | 索科罗   | 林肯近地小行星研究小组 |
| 小行星128725              | 2004 RL140 | 2004年9月8日  | 索科罗   | 林肯近地小行星研究小组 |
| 小行星128726              | 2004 RN143 | 2004年9月8日  | 索科罗   | 林肯近地小行星研究小组 |
| 小行星128727              | 2004 RR143 | 2004年9月8日  | 索科罗   | 林肯近地小行星研究小组 |
| 小行星128728              | 2004 RB144 | 2004年9月8日  | 索科罗   | 林肯近地小行星研究小组 |
| 小行星128729              | 2004 RC144 | 2004年9月8日  | 索科罗   | 林肯近地小行星研究小组 |
| 小行星128730              | 2004 RE150 | 2004年9月9日  | 索科罗   | 林肯近地小行星研究小组 |
| 小行星128731              | 2004 RX151 | 2004年9月9日  | 索科罗   | 林肯近地小行星研究小组 |
| 小行星128732              | 2004 RT152 | 2004年9月10日 | 索科罗   | 林肯近地小行星研究小组 |
| 小行星128733              | 2004 RV152 | 2004年9月10日 | 索科罗   | 林肯近地小行星研究小组 |
| 小行星128734              | 2004 RP153 | 2004年9月10日 | 索科罗   | 林肯近地小行星研究小组 |
| 小行星128735              | 2004 RT153 | 2004年9月10日 | 索科罗   | 林肯近地小行星研究小组 |
| 小行星128736              | 2004 RJ156 | 2004年9月10日 | 索科罗   | 林肯近地小行星研究小组 |
| 小行星128737              | 2004 RS156 | 2004年9月10日 | 索科罗   | 林肯近地小行星研究小组 |
| 小行星128738              | 2004 RB157 | 2004年9月10日 | 索科罗   | 林肯近地小行星研究小组 |
| 小行星128739              | 2004 RD159 | 2004年9月10日 | 索科罗   | 林肯近地小行星研究小组 |
| 小行星128740              | 2004 RW159 | 2004年9月10日 | 索科罗   | 林肯近地小行星研究小组 |
| 小行星128741              | 2004 RE161 | 2004年9月10日 | 索科罗   | 林肯近地小行星研究小组 |
| 小行星128742              | 2004 RB162 | 2004年9月11日 | 索科罗   | 林肯近地小行星研究小组 |
| 小行星128743              | 2004 RM163 | 2004年9月11日 | 索科罗   | 林肯近地小行星研究小组 |
| 小行星128744              | 2004 RG169 | 2004年9月8日  | 帕洛马山 | 近地小行星追踪         |
| 小行星128745              | 2004 RO170 | 2004年9月8日  | 帕洛马山 | 近地小行星追踪         |
| 小行星128746              | 2004 RJ176 | 2004年9月10日 | 索科罗   | 林肯近地小行星研究小组 |
| 小行星128747              | 2004 RL176 | 2004年9月10日 | 索科罗   | 林肯近地小行星研究小组 |
| 小行星128748              | 2004 RS180 | 2004年9月10日 | 索科罗   | 林肯近地小行星研究小组 |
| 小行星128749              | 2004 RG181 | 2004年9月10日 | 索科罗   | 林肯近地小行星研究小组 |
| 小行星128750              | 2004 RX181 | 2004年9月10日 | 索科罗   | 林肯近地小行星研究小组 |
| 小行星128751              | 2004 RL182 | 2004年9月10日 | 索科罗   | 林肯近地小行星研究小组 |
| 小行星128752              | 2004 RA183 | 2004年9月10日 | 索科罗   | 林肯近地小行星研究小组 |
| 小行星128753              | 2004 RE183 | 2004年9月10日 | 索科罗   | 林肯近地小行星研究小组 |
| 小行星128754              | 2004 RQ185 | 2004年9月10日 | 索科罗   | 林肯近地小行星研究小组 |
| 小行星128755              | 2004 RD187 | 2004年9月10日 | 索科罗   | 林肯近地小行星研究小组 |
| 小行星128756              | 2004 RE188 | 2004年9月10日 | 索科罗   | 林肯近地小行星研究小组 |
| 小行星128757              | 2004 RJ189 | 2004年9月10日 | 索科罗   | 林肯近地小行星研究小组 |
| 小行星128758              | 2004 RR190 | 2004年9月10日 | 索科罗   | 林肯近地小行星研究小组 |
| 小行星128759              | 2004 RT190 | 2004年9月10日 | 索科罗   | 林肯近地小行星研究小组 |
| 小行星128760              | 2004 RU190 | 2004年9月10日 | 索科罗   | 林肯近地小行星研究小组 |
| 小行星128761              | 2004 RW190 | 2004年9月10日 | 索科罗   | 林肯近地小行星研究小组 |
| 小行星128762              | 2004 RZ190 | 2004年9月10日 | 索科罗   | 林肯近地小行星研究小组 |
| 小行星128763              | 2004 RF191 | 2004年9月10日 | 索科罗   | 林肯近地小行星研究小组 |
| 小行星128764              | 2004 RJ191 | 2004年9月10日 | 索科罗   | 林肯近地小行星研究小组 |
| 小行星128765              | 2004 RQ191 | 2004年9月10日 | 索科罗   | 林肯近地小行星研究小组 |
| 小行星128766              | 2004 RF192 | 2004年9月10日 | 索科罗   | 林肯近地小行星研究小组 |
| 小行星128767              | 2004 RL192 | 2004年9月10日 | 索科罗   | 林肯近地小行星研究小组 |
| 小行星128768              | 2004 RP192 | 2004年9月10日 | 索科罗   | 林肯近地小行星研究小组 |
| 小行星128769              | 2004 RJ193 | 2004年9月10日 | 索科罗   | 林肯近地小行星研究小组 |
| 小行星128770              | 2004 RY193 | 2004年9月10日 | 索科罗   | 林肯近地小行星研究小组 |
| 小行星128771              | 2004 RB194 | 2004年9月10日 | 索科罗   | 林肯近地小行星研究小组 |
| 小行星128772              | 2004 RX194 | 2004年9月10日 | 索科罗   | 林肯近地小行星研究小组 |
| 小行星128773              | 2004 RA195 | 2004年9月10日 | 索科罗   | 林肯近地小行星研究小组 |
| 小行星128774              | 2004 RH195 | 2004年9月10日 | 索科罗   | 林肯近地小行星研究小组 |
| 小行星128775              | 2004 RL196 | 2004年9月10日 | 索科罗   | 林肯近地小行星研究小组 |
| 小行星128776              | 2004 RZ196 | 2004年9月10日 | 索科罗   | 林肯近地小行星研究小组 |
| 小行星128777              | 2004 RX197 | 2004年9月10日 | 索科罗   | 林肯近地小行星研究小组 |
| 小行星128778              | 2004 RP200 | 2004年9月10日 | 索科罗   | 林肯近地小行星研究小组 |
| 小行星128779              | 2004 RQ200 | 2004年9月10日 | 索科罗   | 林肯近地小行星研究小组 |
| 小行星128780              | 2004 RE201 | 2004年9月10日 | 索科罗   | 林肯近地小行星研究小组 |
| 小行星128781              | 2004 RN203 | 2004年9月11日 | 基特峰   | 太空监视               |
| 小行星128782              | 2004 RP206 | 2004年9月11日 | 索科罗   | 林肯近地小行星研究小组 |
| 小行星128783              | 2004 RH207 | 2004年9月11日 | 索科罗   | 林肯近地小行星研究小组 |
| 小行星128784              | 2004 RN212 | 2004年9月11日 | 索科罗   | 林肯近地小行星研究小组 |
| 小行星128785              | 2004 RE213 | 2004年9月11日 | 索科罗   | 林肯近地小行星研究小组 |
| 小行星128786              | 2004 RN213 | 2004年9月11日 | 索科罗   | 林肯近地小行星研究小组 |
| 小行星128787              | 2004 RS213 | 2004年9月11日 | 索科罗   | 林肯近地小行星研究小组 |
| 小行星128788              | 2004 RS214 | 2004年9月11日 | 索科罗   | 林肯近地小行星研究小组 |
| 小行星128789              | 2004 RE216 | 2004年9月11日 | 索科罗   | 林肯近地小行星研究小组 |
| 小行星128790              | 2004 RP216 | 2004年9月11日 | 索科罗   | 林肯近地小行星研究小组 |
| 小行星128791              | 2004 RG218 | 2004年9月11日 | 索科罗   | 林肯近地小行星研究小组 |
| 小行星128792              | 2004 RM218 | 2004年9月11日 | 索科罗   | 林肯近地小行星研究小组 |
| 小行星128793              | 2004 RS219 | 2004年9月11日 | 索科罗   | 林肯近地小行星研究小组 |
| 小行星128794              | 2004 RE221 | 2004年9月11日 | 索科罗   | 林肯近地小行星研究小组 |
| 小行星128795Douglaswalker | 2004 RG222 | 2004年9月13日 | 图森     | R. A. Tucker           |
| 小行星128796              | 2004 RY222 | 2004年9月7日  | 索科罗   | 林肯近地小行星研究小组 |
| 小行星128797              | 2004 RH223 | 2004年9月7日  | 基特峰   | 太空监视               |
| 小行星128798              | 2004 RJ223 | 2004年9月7日  | 基特峰   | 太空监视               |
| 小行星128799              | 2004 RS225 | 2004年9月9日  | 索科罗   | 林肯近地小行星研究小组 |
| 小行星128800              | 2004 RH231 | 2004年9月9日  | 基特峰   | 太空监视               |